# Łonczakowo
Łonczakowo (ros. Лончаково) – wieś w Rosji, w Kraju Chabarowskim, w rejonie bikińskim. W 2010 liczyła 534 mieszkańców.